# Горчаков, Николай Михайлович
Никола́й Миха́йлович Горчако́в (19 августа 1898, Санкт-Петербург — 28 августа 1958, Джубга) — советский театральный режиссёр, театровед и педагог. Заслуженный артист РСФСР (1937), заслуженный деятель искусств РСФСР (1943), доктор искусствоведения (1948), лауреат двух Сталинских премий (1946, 1952).

## Биография
Родился в Санкт-Петербурге в семье М. К. Дитерихса (в дальнейшем он взял псевдоним Горчаков — в честь родственников из этого рода). В 1916 году окончил гимназию в Москве.
В 1917—1921 годах служил в РККА. После демобилизации поступил в Третью студию МХАТ, с 1922 года был актёром её труппы, в 1924-м дебютировал как режиссёр, поставив спектакль «Битва жизни» по Ч. Диккенсу. Проводить репетиции ему помогал К. С. Станиславский.
В 1924 году окончил режиссёрский факультет Театральной студии имени Е. Б. Вахтангова и в том же году перешёл во МХАТ, где на протяжении многих лет работал в качестве режиссёра; одновременно в 1931—1934 годах был художественным руководителем Московского театра Сатиры.
В 1933 году на экраны вышел комедийный художественный фильм «Чёрный барак», снятый им в соавторстве с Михаилом Яншиным по сценарию И. А. Ильфа и Е. П. Петрова.
Около пяти лет ушло на работу над спектаклем «Мольер» по пьесе «Кабала святош» М. А. Булгакова во МХАТе, это было сопряжено с годами не решавшейся ситуации управления театром. Премьера состоялась 16 февраля 1936 года на сцене филиала театра, постановка пользовалась зрительским успехом, но успела пройти всего семь раз. 9 марта не без участия председателя Комитета по делам искусств П. М. Керженцева, увидевшего в ней «тайный политический замысел», вышла разгромная редакционная статья в «Правде»:

…Эта фальшивая, негодная пьеса идёт решительно в разрез со всей творческой линией театра и ставит его в ложное положение перед зрителем, относящимся к МХАТ с заслуженным доверием. Филиал МХАТ не может с этим не считаться и, надо полагать, сделает соответствующие выводы.
— «Внешний блеск и фальшивое содержание», «Правда» № 68 9 марта 1936
В результате театру ничего не оставалось как спектакль снять.

Гибель булгаковского спектакля тяжело отозвалась в биографии Горчакова, поселив в нём страх и готовность отрекаться от себя, доказывать политическую правоверность (участие в постановке пьесы Вирты «Земля», 1937; «Илья Головин» Михалкова, 1949; «За власть Советов» Катаева, 1954).
— Инна Соловьёва, «Портретное фойе МХТ»
В 1941 году Горчаков организовал единственный тогда в Москве драматический театр (Московский театр драмы) с привлечением части труппы Театра Ленсовета, где зрители впервые увидели «Русских людей» К. М. Симонова и «Фронт» А. Е. Корнейчука. В 1943 году Театр драмы был объединён с Театром Революции, и Горчаков вернулся в Московский театр Сатиры, художественным руководителем которого оставался до 1948 года.
С 1928 года — преподаватель, а с 1939 года — профессор ГИТИСа.
Литературной деятельностью занимался с 1924 года. Опубликовал книги «Беседы о режиссуре», «Режиссёрские уроки К. С. Станиславского» (1950), монографические очерки в «Ежегодниках МХАТ», статьи и рецензии в периодической печати, режиссёрские комментарии к пьесам классического и советского репертуара.

Могила Н. М. Горчакова на Новодевичьем кладбище

Cкончался 28 августа 1958 года в Джубге. Похоронен в Москве на Новодевичьем кладбище (участок № 5). В 1971 году там же захоронена Тамара Зяблова.

### Семья
- первая жена (в период 1924—1933 годов) — Ангелина Степанова (1905—2000), актриса;
- вторая жена — Тамара Зяблова (1929—1971), актриса и режиссёр, впоследствии супруга Василия Ланового.
  - дочь — Алена (род. в 1954) — Алена Горчакова-Дитерикс, живет в Швейцарии, вице-президент компании Chronolux, владелица бутиков[9][10].

Предки

## Постановки в театре
- 1926 — «Продавцы славы» М. Паньоля и Нивуа (совместно с В. Лужским под руководством К. Станиславского)
- 1928 — «Квадратура круга» В. Катаева
- 1933 — «Чужой ребёнок» В. Шкваркина (совместно с Р. Корфом)
- 1936 — «Мольер» М. А. Булгакова
- 1937 — «Земля» Н. Вирты (совместно с Л. Леонидовым)
- 1938 — «Господин де Пурсоньяк» Ж.-Б. Мольера
- 1940 — «Школа злословия» Р. Шеридана (совместно с В. Сахновским)
- 1942 — «Русские люди» К. Симонов
- 1942 — «Фронт» А. Корнейчука
- 1943 — «Москвичка» В. Гусева (совместно с Е. Страдомской)
- 1944 — «Миссия мистера Перкинса в страну большевиков» А. Корнейчука
- 1945 — «Офицер флота» А. Крона (совместно с И. Раевским)
- 1946 — «Факир на час» В. Дыховичного (совместно с В. Хенкиным)
- 1947 — «Время, вперёд!» В. Катаева
- 1947 — «Остров мира» Е. Петрова (совместно с Э. Краснянским)
- 1949 — «Поздняя любовь» А. Островского
- 1956 — «Беспокойная старость» Л. Рахманова
- 1956 — «Осенний сад» Л. Хеллман (совместно с Г. Конским)

## Фильмография
- 1933 — Чёрный барак (совместно с М. Яншиным)
- 1952 — Школа злословия (в соавторстве)

## Награды и премии
- заслуженный артист РСФСР (1937);
- заслуженный деятель искусств РСФСР (24 марта 1943);
- Сталинская премия первой степени (1946) — за спектакль «Офицер флота» А. А. Крона;
- Сталинская премия третьей степени (1952) — за книгу «Режиссёрские уроки К. С. Станиславского» (1951, 2-е издание);
- орден Трудового Красного Знамени (1948)[11];
- два ордена «Знак Почёта» (…, 26 октября 1938 — в связи с 40-летием МХАТ СССР им. М. Горького)[12].